# Let's Go to Prison
Let's Go to Prison, en español Vamos a la prisión o también conocida como Un novato en prisión, es una película cómica estadounidense, dirigida por Bob Odenkirk en el año 2006. Está protagonizada por Dax Shepard, Will Arnett y Chi McBride. 

## Argumento

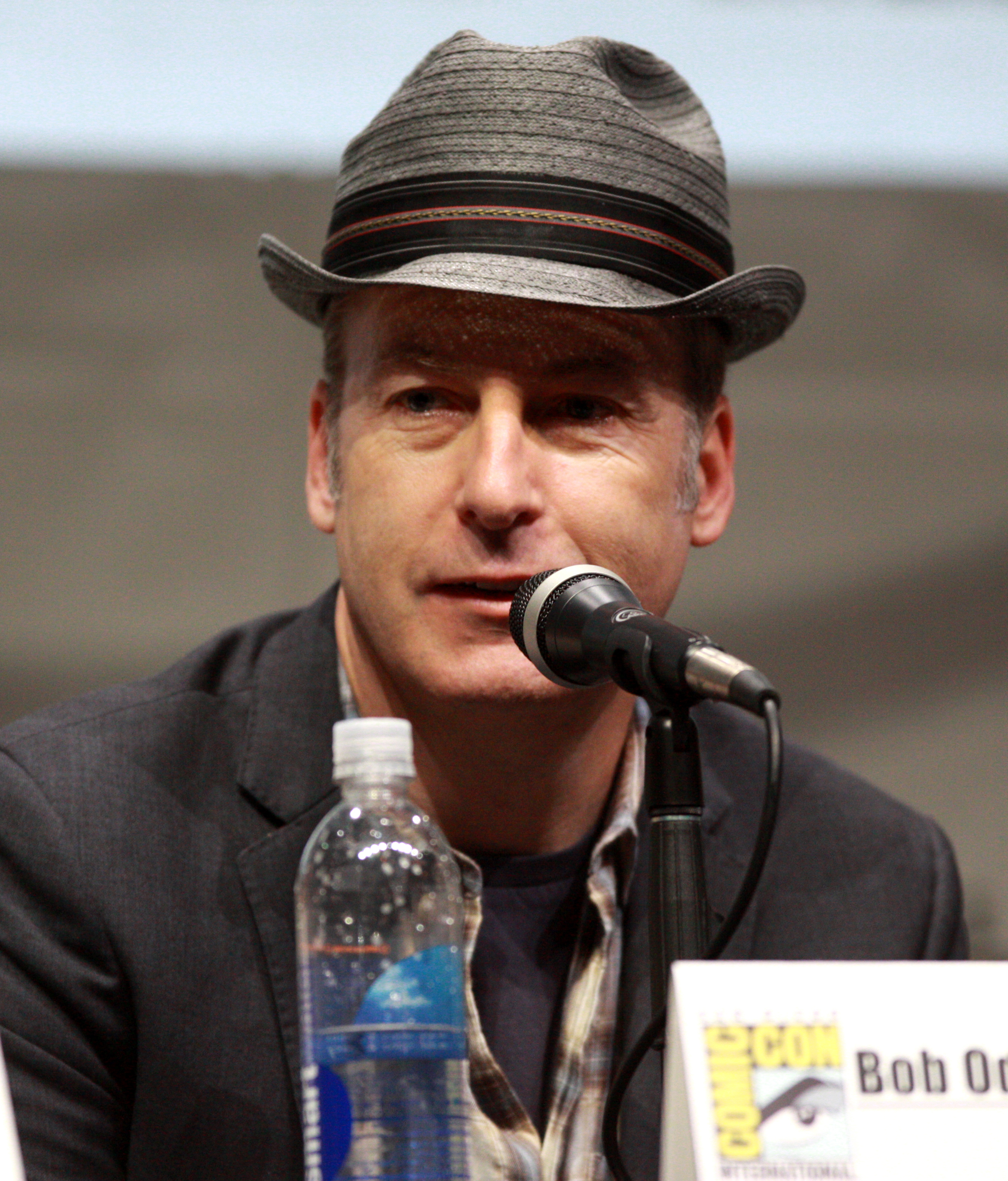
Bob Odenkirk, director de la película.

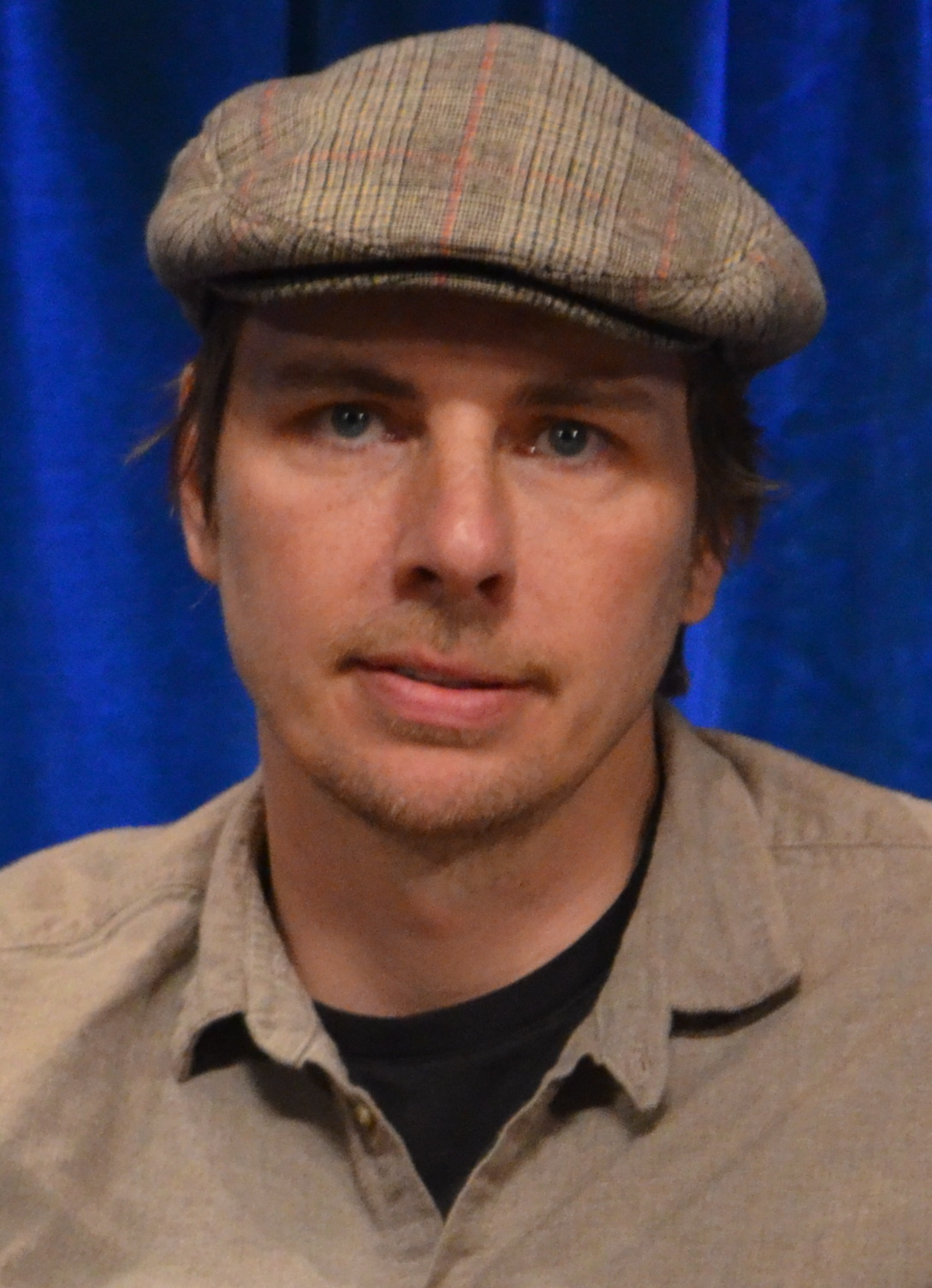
Dax Shepard es John Lyshitski.

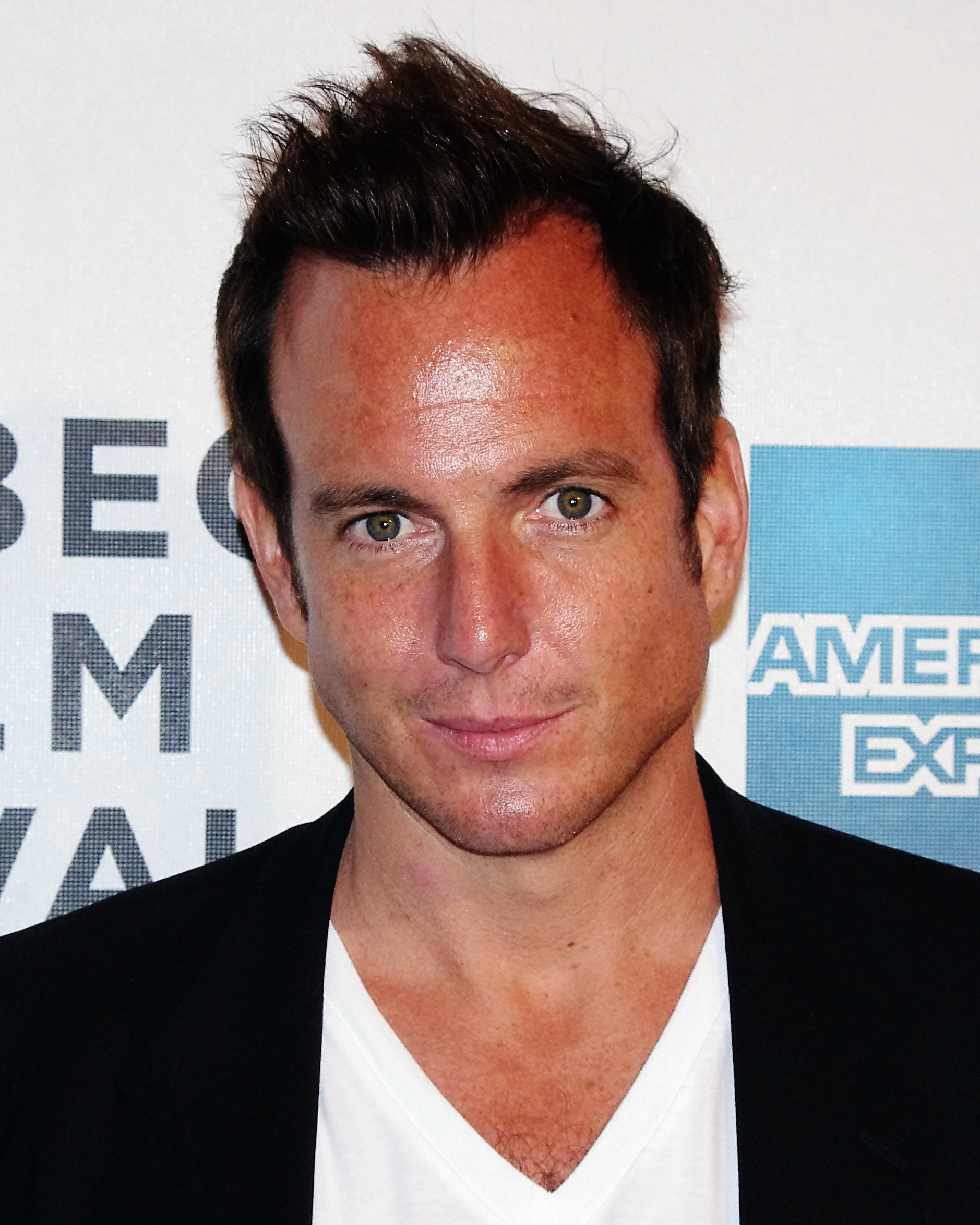
Will Arnett es Nelson Binerman IV.

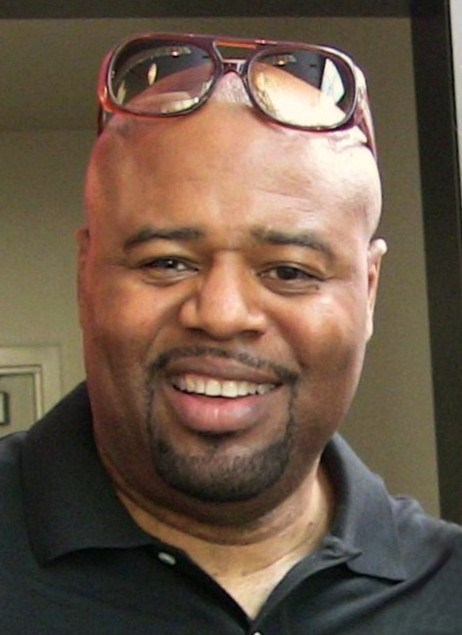
Chi McBride es Barry.

John Lyshitski (Dax Shepard) ha pasado la mayor parte de su vida en prisión, cumpliendo tres condenas diferentes, (comenzando cuando tenía solo ocho años, cuando roba furgoneta). Cada uno de sus tres arrestos fueron ante el juez Nelson Biederman III, que parecía no mostrar piedad, dando penas muy duras de forma indiscriminada. Después de ser liberado por tercera vez, John decide vengarse de Biederman. Después de tratar de determinar cuándo Biederman estaría presidiendo su siguiente caso, descubre (muy a su insatisfacción) que había muerto tres días antes de su liberación.
Él vuelve su atención al hijo impetuoso juez, Nelson Biederman IV (Will Arnett). En una ceremonia de dedicación de Nelson III, John se cuela en el BMW de Nelson, donde se roba su cambio, escupe en su café, y agota su inhalador de emergencia. Después de la ceremonia, Nelson IV le grita a su abogado (quien tiene el altavoz en la sala de juntas totalmente ocupada) claramente molesto por tener que pasar por un calvario, exigiendo que lo dejan ser y tener una lista para él a su llegada. Conduce por la carretera y con su inhalador vacío, inmediatamente entra en pánico y se hiperventila. Se detiene en una farmacia y se apresura a través de los estantes, buscando desesperadamente algún tipo de reemplazo para el inhalador que perdió. Los propietarios de farmacias creen que es otro drogadicto, buscando algún tipo de solución. Después de encontrar y usar un inhalador, se esconde detrás de un mostrador y sostiene el inhalador. El dueño de la tienda, sin embargo, los errores del inhalador para una pequeña pistola que lleva a los propietarios a llamar a la policía.
Nelson termina siendo arrestado y acusado de asalto y robo a mano armada. Después de rechazar la idea de dimitir y declararse culpable, exige que la fundación Biederman, hace lo que tienen que hacer para tenerlo absuelto y liberado. La junta contempla por un momento, considerando pedir al gobernador para conseguir Nelson cabo. Sin embargo, ya que son enfermos y cansados de su actitud obstinada, pronto se dan cuenta de que esta es su oportunidad para deshacerse de él y conspiran para conseguir que una defensa pobre en juicio. Con esta representación legal severamente inadecuada, Nelson es encontrado culpable y condenado tres a cinco años en la Penitenciaría del estado de Rossmore. John no está satisfecho con Nelson acaba de ir a la cárcel, sin embargo, por lo que John decide unirse a él en la cárcel por vender marihuana intencionalmente a los agentes de policía encubiertos. En su sentencia se declara culpable al mismo juez Nelson IV tenía, y le pide la misma pena (3-5 años) en la misma prisión. Después de negociar con el juez y sobornar a un guardia, termina como compañero de celda de Nelson y aquí se hace pasar por su amigo, todo ello en un intento de darle el consejo equivocado en sobrevivir la vida en la cárcel.
Mientras que él está en la cárcel, John le da consistentemente malos consejos a Nelson y le informa sobre las personas dentro de la prisión, incluyendo Lynard, el líder extremadamente violenta organización El Reino Blanco, una pandilla supremacía blanca en la prisión.
De alguna manera, Nelson se mete de una numerosos problemas, por culpa de John, debido en gran parte a los consejos que este recibió del primero. Pronto conoce líder de la banda Barry (Chi McBride), un corpulento compañero gay, que básicamente se apresura Nelson en una relación con él. A pesar de su aspecto temible, Barry tiene el corazón de un verdadero hombre romántico dentro de su enorme torso peludo - le gusta el jazz suave (le gusta Chuck Mangione), que pertenece potenciales parejas románticas con su baño-Merlot hecho mejor, y él ha transformado su celda de la prisión en un salón de la pasión luz con velas . Nelson somete primero a ser su pareja por miedo, ya pesar de que claramente no tiene tipo de interés romántico en él al principio, él se convierte en muy aficionado a Barry y apenas va junto con él. 
Nelson llega a su audiencia de libertad condicional de un año relativamente indemne, y en realidad termina siendo el líder de la prisión. Sin embargo, John no permitirá a su objetivo de escapar de prisión con tanta facilidad: él cambia el medicamento Nelson para adormecerlo y le escribe "PODER BLANCO" en la frente y una esvástica en cada lado del cuello. Esto lleva a la junta de libertad condicional de decidir que Nelson "necesita" más tiempo para ser rehabilitado. Enfurecido, Nelson trae a John en el acto; John entonces le confiesa a poner Nelson en la cárcel y los dos se envuelto en una pelea. Es aquí donde John se arrepiente de bunking con Nelson cuando se da cuenta de Nelson no tiene nada que perder más que su voluntad de asesinar y que John es el objetivo. Después de una pelea que siguió, los guardias establecieron un combate a muerte entre los dos.
Sin embargo, John y Nelson conspiran secretamente y se inyectan unos a otros con una droga que induce el coma. Los guardias y los presos creen que están muertos y enterrar la pareja fuera en el cementerio. Nelson usa el amor de Barry para él para su propia ventaja, ya que le da a su recientemente lanzado acceso "amante" de sus fondos para sobornar fuera de la funeraria para evitar una autopsia. Barry tarde excava los dos tumbas, liberándolos. Un año más tarde, los tres hombres comienzan una nueva vida y establecen una bodega llamada "Baby Duck Bodega" (compuesta por "vino higiénico"), donde un crítico está a punto de fallar su vino. John aparece y obliga a la crítica a darles una buena reseña y beber el vino. La película termina con Nelson, Barry y John, ahora el mejor de los amigos, tomar un paseo por el campo, escuchando a la agrupación belga Technotronic.

## Reparto y personajes
- John Lyshitski (Dax Shepard) es un convicto que quiere vengarse del juez Nelson Biederman a través de su hijo, y hará todo lo posible para que Nelson IV sea humillado.

- Nelson Biederman IV (Will Arnett) es el hijo del juez Nelson Biederman III, un empresario que tras un incidente provocado por John, este termina en prisión.

- Barry (Chi McBride) es un convicto gay, que se enamora de Nelson.

- Shanahan (David Koechner) es el guardiacárceles corrupto; el castiga a todos los reos, acepta sobornos y también hace apuestas ilegales con los propios prisioneros.

- Warden (Dylan Baker) es el director de la prisión, un hombre sin escrúpulos. Al igual que Shanahan, es también corrupto.

- Lynard (Michael Shannon) es el líder de la supremacía blanca, que asesina a un reo y termina en un calabozo por culpa de Nelson por haberlo delatado. Tras ser devuelto a su celda, intentara vengarse de Biderman.

- Nelson Biederman III (David Darlow) es el juez que indiscriminadamente, encierra a John en tres ocasiones. Con su muerte, John se vengara de este a través de su hijo.

- Bob Odenkirk es Duane
- AJ Balance es John a los 18 años
- Tim Heidecker es un sommelier